# Elizabeth George
Susan Elizabeth George, född 26 februari 1949 i Warren, Ohio, är en amerikansk kriminalförfattare. Flera av hennes böcker handlar om kriminalinspektören Thomas Lynley och Barbara Havers. Georges böcker ligger till grund för TV-serien Kommissarie Lynley. 

## Biografi

### Bakgrund
George växte upp i Mountain View nära San Francisco. Hon tog filosofie magisterexamen i engelska vid University of California i Riverside. Hon har även avlagt examen i socialt arbete vid California State University i Fullerton. Under drygt tolv års tid arbetade hon som lärare i olika ämnen, inklusive med stödundervisning i engelska och Shakespeare. Elizabeth George är numera bosatt på Whidbey Island, nära Seattle i staten Washington.
Elizabeth George är en av de mer kända författarna av psykologiska spänningsromaner. Hennes böcker om New Scotland Yard-inspektörerna Thomas Lynley och Barbara Havers har belönats med ett antal internationella priser. Bland annat fick debutboken Pappas lilla flicka (A Great Deliverance i original) både "Agatha Mystery Award" (1988) och "Anthony Award" (1989). De har också filmatiserats av brittiska BBC.

### Thomas Lynley
Thomas Lynley och hans assistent Barbara Havers är ett omaka par som trots eller kanske på grund av sina olikheter för det mesta har ett bra samarbete då de löser mordfall vid Scotland Yard. Lynley är stilig och kultiverad och dessutom adelsman, trots att han helst vill glömma bort den saken. Havers kommer däremot från enkla förhållanden och är ganska oborstad och rättfram i sitt sätt. 
Utöver mordfallen låter George läsaren få inblick i Lynleys och Havers minst sagt trassliga familjeförhållanden och bakgrunder. Många av deras vänner och bekanta spelar också viktiga roller i böckerna och fallen, framför allt Lynleys dambekant Lady Helen Clyde och hans goda vänner Simon och Deborah St. James. I de senaste böckerna har även deras kollega, konstapel Winston Nkata fått en allt större betydelse. Han är en ung, ambitiös polis som har ett förflutet som gängledare på Londons gator. 
Hennes böcker om Lynley och Havers är inspirerade av den brittiska deckartraditionen, bland annat av Agatha Christie och Dorothy L. Sayers. Hennes porträtt av både brott och romanfigurer är neutrala utan att vara spekulativa.